# 小行星1783
小行星1783（1783 Albitskij）是一颗绕太阳运转的小行星，为主小行星带小行星。该小行星于1935年3月24日发现。
該小行星以俄羅斯天文學家弗拉基米爾·阿爾比茨基命名。

## 轨道参数
小行星1783的轨道半长轴为2.6605545 UA，离心率为0.135。